# يوميات كاري
يوميات كاري (بالإنجليزية: The Carrie Diaries)‏ مسلسل دراما مراهقين تلفزيوني أميريكي بثته شبكة سي دبليو التلفزيونية. المسلسل هو مقدمة لمسلسل هوم بوكس أوفيس الشهير الجنس والمدينة. يستند المسلسل على قصة كتاب يحمل نفس اسمه من تأليف كانديس بوشنيل. في الموسم الأول ركز المسلسل على «كاري برادشو» أثناء المدرسة الثانوية في 1984، واسكشافها للحياة بنيويورك في حين تتدرب بمجلة للموضة.
في 8 مايو 2014، قامت هوم بوكس أوفيس بإيقاف عرض المسلسل بعد موسمين.

## الممثلين والأدوار
- آناصوفيا روب
- أوستن باتلر
- إلين وونغ
- كاتي فيندلي
- ستيفانيا لافي أوين
- بريندان دولينج
- كلوي بريدجز
- فريما أجيمان
- مات ليتشر
- ليندسي غورت [2]

## روابط خارجية
- يوميات كاري على موقع IMDb (الإنجليزية)
- يوميات كاري على موقع ميتاكريتيك (الإنجليزية)
- يوميات كاري على موقع روتن توميتوز (الإنجليزية)
- يوميات كاري على موقع نتفليكس (الإنجليزية)
- يوميات كاري على موقع أول موفي (الإنجليزية)
- يوميات كاري على موقع فيلمافينيتي (الإسبانية)
- يوميات كاري على موقع كينوبويسك (الروسية)
- يوميات كاري على موقع ألو سيني (الفرنسية)
- يوميات كاري على موقع قاعدة بيانات الفيلم (الإنجليزية)